# Wilkomir
Wilkomir – staropolskie imię męskie, złożone z członów Wilko- ("wilk") i -mir ("pokój, spokój, dobro"). Mogło ono oznaczać tego, który zapewnia pokój od wilków. Do form pochodnych (zdrobniałych) tego imienia należy m.in. Wilczan. 